# Hermenegildo de Albuquerque Portocarrero
Hermenegildo de Albuquerque Portocarrero, primeiro e único Barão de Forte de Coimbra (Recife, 13 de abril de 1818 — Rio de Janeiro, 12 de setembro de 1893), foi um militar brasileiro.

## Biografia
Nasceu na capital de Pernambuco, era filho de Luís da Costa Ferreira e de Ana Teodora Pita Portocarrero de Melo e Albuquerque. Seguiu carreira militar, a qual abraçou muito jovem, aos dezoito anos, em 28 de janeiro de 1836.
Era comandante do Forte de Coimbra no início da Guerra do Paraguai. Ao ser cercado pela tropa de cinco mil homens, transportados em dez navios do coronel Vicente Barrios, de quem foi instrutor e hóspede, em Assunção, recebeu ultimato para se render. Negou-se, respondendo que ia lutar até o último cartucho, apesar da inferioridade de homens e de armas. Sua pequena guarnição tinha apenas 155 homens, enquanto em toda a Província de Mato Grosso havia menos de 875.
Após dois dias e uma noite de incessante bombardeio, e sem condições de enfrentar as forças inimigas, a pequena guarnição protegida pela escuridão, abandonou o forte e embarcou na lancha "Amambaí", que viajou a Cuiabá.
O próprio Hermenegildo deu a notícia da invasão do forte em 6 de janeiro de 1865 ao presidente da província Alexandre Manuel Albino de Carvalho.
O então tenente-coronel Hermenegildo, junto a todos os soldados disponíveis seguiram, por determinação do presidente da província, para a Colina do Melgaço, localizada na margem esquerda do Rio Cuiabá, a 165 quilômetros da Capital, para evitar a chegada de navios paraguaios a Cuiabá, o que foi feito com sucesso.
Recebeu o título de barão em 13 de julho de 1889.
Faleceu aos 75 anos, como marechal. É o patrono da extinta Artilharia de Costa do Exército Brasileiro. Foi casado com Ludovina Portocarrero (1825-1912), com quem teve quinze filhos. Dentre os seus descendentes, destaca-se a atriz Tônia Carrero.

## Fonte de Referência
1. ↑  Arquivo Nobiliárquico Brasileiro.
2. ↑  «DOU 10/07/1899 - Pg. 1 - Seção 1 | Diário Oficial da União | Diários JusBrasil». JusBrasil. Consultado em 9 de março de 2016